# 美田信号场
美田信號場是位于韩国庆尚南道密陽市三浪津邑美田里的一个号志站，属于京釜线和美田线。

## 历史
- 1945年6月1日，落成使用。

## 车站周边
- 大邱釜山高速公路

## 邻近车站
韓国铁道公社
京釜線
密陽站 - 美田信號場 - 三浪津站
美田線
美田信號場 - 洛东江站